# Marketa Lazarová
Marketa Lazarová är en tjeckoslovakisk dramafilm från 1967 i regi av František Vláčil, med Magda Vášáryová, Josef Kemr, Naďa Hejná, Jaroslav Moučka och František Velecký i huvudrollerna. Den utspelar sig i 1200-talets Böhmen och kretsar kring två rövargäng där den ena hövdingens son rövar bort den andras dotter. Filmen utsågs i en kritikeromröstning från 1998 till Tjeckiens bästa film någonsin.

## Medverkande
- Magda Vášáryová som Marketa Lazarová
- Josef Kemr som Kozlík
- Naďa Hejná som Kateřina
- František Velecký som Mikoláš
- Karel Vašíček som Jiří
- Ivan Palúch som Adam-Jednoručka
- Martin Mrázek som Václav
- Václav Sloup som Šimon
- Pavla Polášková som Alexandra
- Alena Pavlíková som Drahuše
- Michal Kožuch som Lazar
- Zdeněk Lipovčan som Jakub
- Harry Studt som gamla Kristián
- Vlastimil Harapes som unga Kristián
- Zdeněk Kutil som Reiner
- František Nechyba som kusk
- Zdeněk Kryzánek som kapten Pivo

## Tillkomst

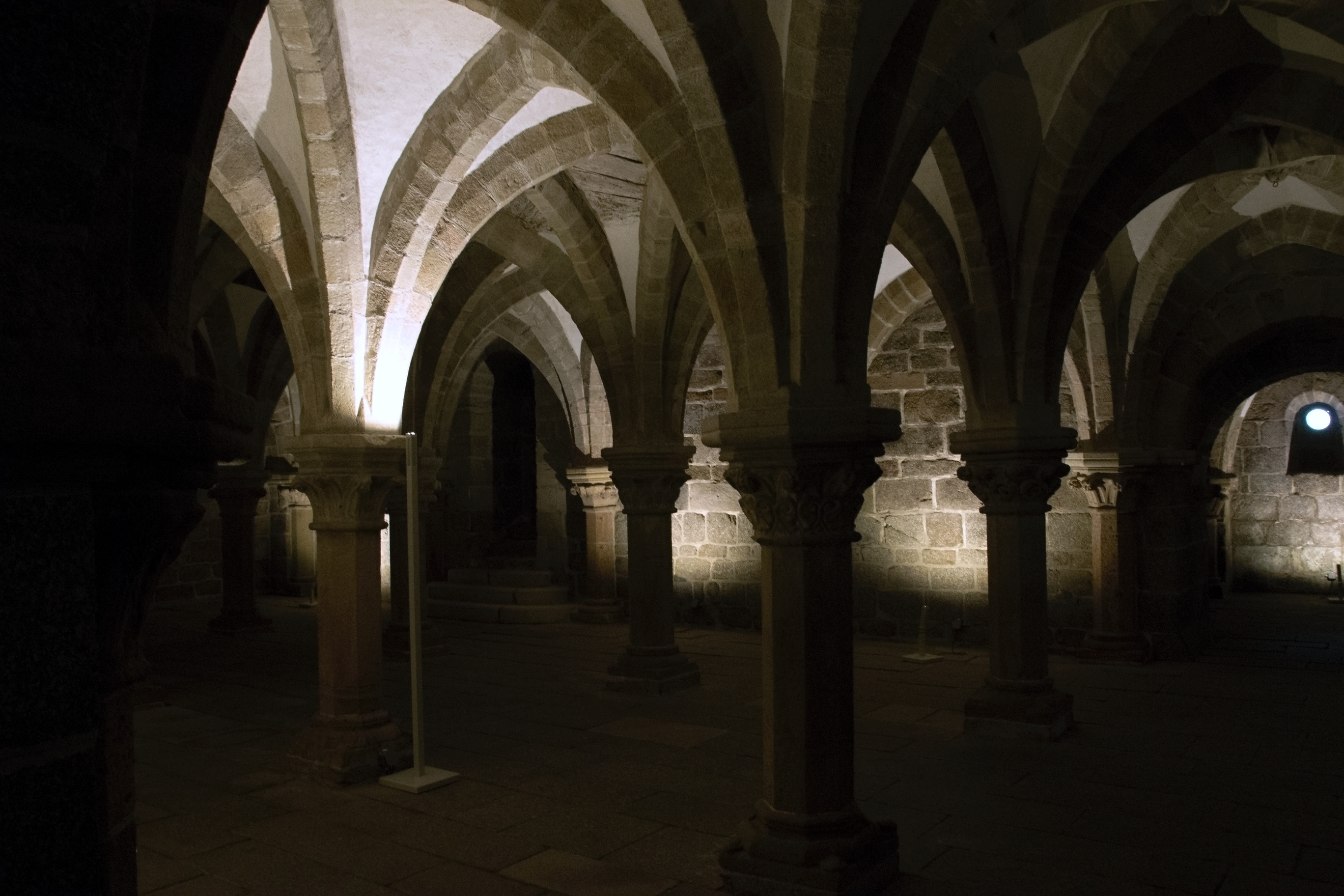
Kryptan i Sankt Procopius basilika

Filmens förlaga är Vladislav Vančuras roman Marketa Lazarová från 1931. Inspelningen pågick under två år. Klosterinteriörerna är från Sankt Procopius basilika i Třebíč.

## Visningar
Filmen hade premiär den 24 november 1967. Den hade 1,3 miljoner biobesökare i Tjeckoslovakien.

## Eftermäle
Produktionskostnaderna hade varit så höga att produktionsbolaget tvingade Vláčil att direkt göra en till medeltidsfilm, Údolí včel, där delar av scenografin och kostymerna kunde återanvändas. Vid en kritikeromröstning år 1998 utsågs Marketa Lazarová till den bästa tjeckiska filmen genom tiderna.